# Kadiweu

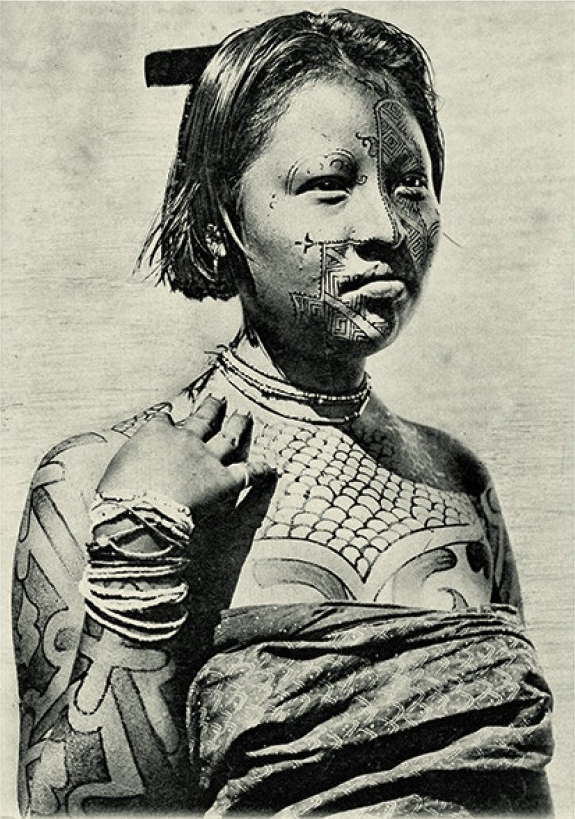
Kadiweu-Frau 1892

Die Kadiweu sind ein indigenes Volk, das im Mato Grosso do Sul in Brasilien lebt. Sie sind die letzte überlebende Gruppe des einst großen und mächtigen Stamms der Mbayá, der einmal große Teile Brasiliens und Paraguays beherrschte. Im Jahre 1998 umfasste das Volk noch etwa 1600 Menschen.
Ende des 16. Jahrhunderts kamen sie erstmals in Kontakt mit den Cimarrones – verwilderten Rindern und Pferden der Spanier. Sie erlernten um die Mitte des 17. Jahrhunderts die Reitkunst und entwickelten sich danach zu gefürchteten südamerikanischen Reiterkriegern. Die Kultur veränderte sich drastisch. Da die Jagd per Pferd im relativ baumreichen Chaco nicht ertragreich genug war, überfielen sie vor allem spanische Siedler und stahlen deren Vieh. Die Sozialstruktur wandelte sich von der einer egalitären Gesellschaft zu einer Ranggesellschaft. Im 20. Jahrhundert stellten die Kadiweu auf sesshaften Feldbau um. Sie wurden bekannt für ihre ästhetischen Töpfer- und Textilerzeugnisse. Seitdem hat die Assimilation in die Mehrheitsgesellschaft und die Vermischung mit anderen indigenen Ethnien deutlich zugenommen.
Sie sind immer noch bekannt für ihre Reitkünste sowie für ihre kunstvolle Körper- und Gesichtsbemalung mit geometrischen, abstrakten Mustern.

## Name
Ihr Name ist eine Verballhornung des Namens, den sich die Indianer selbst gaben: Cadiguegodi. Weitere Namen für das Volk sind: Cadiguebo, Cadioeo, Caduveo, Caduvéo, Caduví, Cayua, Guaicuru, Kadiveo, Kadivéu, Kadiwéu, Kaduveo, Kaiwa oder Mbayá-Guaikurú.

## Sprache
Die Kadiweu-Sprache gehört zur Untergruppe der Guaicurú der Familie der Mataco-Guaicurú-Sprachen. Die Sprachmelodie wird vom Ethnologen Claude Lévi-Strauss so charakterisiert: „die Laute der Guaicuru klingen angenehm in den Ohren – schnell gesprochene lange Wörter, viele helle Vokale, die mit Dental- und Gutturallauten sowie mit weichen Phonemen abwechseln, erinnern an einen Bach, der über Kiesel hüpft“ ( (Traurige Tropen, S. 163))

## Siedlungsgebiet
Das Territorium der Kadiweu liegt zwischen den Flüssen Río Paraguay und Rio Nabileque im Westen, der Serra da Bodoquena im Osten, dem Rio Neutaka im Norden und dem Rio Aquidavão im Süden. Die meisten Kadiweu wohnen heute in vier Dörfern, von denen das größte, Bodoquena im Nordosten am Fuß der Serra da Bodoquena liegt. Daneben gibt es die Dörfer Tomázia, São João und Kinikanáo. 
Das Reservat hat den Namen „Reserva Indígena Kadiwéu“ und wurde in der heutigen Ausdehnung von ca. 5400 km² (doppelte Größe des Saarlandes) offiziell 1903 von der Regierung anerkannt. Es liegt in der Nähe von Porto Murtinho.
In den Wohnhäusern leben in der Regel mehrere Familien. Die Konstruktion ihrer Häuser wird von Lévi-Strauss so beschrieben: „Das Gerüst des Hauses bestand aus entrindeten, in den Boden gerammten Baumständen, die in der ersten Gabelung [...] die Dachbalken trugen. Eine Schicht vergilter Palmblätter bildete das Dach, das auf beiden Seiten tief herunterhing; doch im Unterschied zu den brasilianischen Häusern gab es keine Mauern. Die Bauten stellten somit eine Art Kompromiß zwischen den Wohnungen der Weißen [...] und den Schutzhütten der Eingeborenen dar, deren Dächer flach und mit Matten bedeckt waren“ ( (Traurige Tropen, S. 163)).

## Geschichte
Die Kadiweu sind der größte überlebende Zweig des Mbayá-Volkes, das im 18. Jahrhundert noch 4000 Menschen zählte. Ihre Zahl wurde aufgrund von Pocken und Grippe Ende des 18. Jahrhunderts stark reduziert. Die ersten Nachrichten über das Volk stammen von einer europäischen Expedition aus dem 16. Jahrhundert. Im 18. Jahrhundert gerieten viele Mbayá-Gruppen unter den Einfluss von Jesuiten-Missionaren. 1791 wird ein Friedensvertrag mit den Portugiesen geschlossen und das Indianerland damit anerkannt. Während des Tripel-Allianz-Krieges von 1865 bis 1870 unterstützten die Kadiweu Brasilien im Kampf gegen Paraguay. Die brasilianische Regierung gewährte ihnen dafür ein großes Gebiet im Pantanal und der Serra da Bodoquena. Große Teile des Landes haben die Kadiweu an Rinderfarmer verkauft oder verpachtet.

## Religion
Die Kadiweu glauben an ein Leben nach dem Tod. Dabei hat das Jenseits die gleiche Form und soziale Struktur wie das Reich der Lebenden. Deshalb sind die Begräbnisstätten genauso aufgebaut wie die Dörfer der Lebenden und die Toten werden mit ihren Besitztümern beerdigt. 
Der wichtigste Gott ist der Schöpfergott Go-noeno-hodi, der das Volk beschützt. Die Kadiweu stellen sich den Gott als armen alten, ängstlichen Mann vor, der im Himmel wohnt. Man bemitleidet ihn eher als dass man ihn verehrt. 
Ein weiterer wichtiger Gott ist der Gauner Caracaca, der in seiner Heimtücke und Selbstsucht für das Leiden und das Sterben der Menschen verantwortlich ist.
Die Schamanen sind übernatürliche Wesen, die verschiedene Formen annehmen können und zwischen dem Reich der Geister und der Menschen vermitteln.

## Gesellschaftssystem
Die Kadiweu stammen von den Mbaya ab, die ein Kastensystem hatten. An der Spitze stehen die Adligen, die dies entweder aufgrund von Geburt oder Verdienst sind. Danach kommen die Krieger. Die untere Kaste bilden die Sklaven, die in der Regel anderen Völkern angehören. (Traurige Tropen, S. 169). Missionare, die im Jahre 1995 bei den Kadiweu gelebt haben, berichten von einer "Herren-Linie, Krieger-Linie und Sklaven-Linie". „Die Gesellschaft zeigte sich allen Gefühlen abhold, die sie für natürlich halten; so empfanden sie einen tiefen Abscheu vor dem Zeugen von Kindern. Abtreibung und Kindsmord waren an der Tagesordnung..“ ( (Traurige Tropen, S. 169)) Kinder wurden stattdessen von anderen Stämmen geraubt.
Die gleiche Abneigung gegen das Natürliche zeigt sich auch darin, dass sie sich zu besonderen Anlässen immer bemalen. Nur Tiere bemalten sich nicht. „In der Gesichtsmalerei wie in der Abtreibung und im Kindsmord brachten die Mbaya ihren Abscheu vor der Natur zum Ausdruck.“ ( (ebd., S. 179))

## Kunst
Die Männer sind Bildhauer und die Frauen Malerinnen, die Töpferwaren, Tierhäute oder den Körper verzieren. Nach Auffassung von Lévi-Strauss hat der Stamm „einen graphischen Stil geschaffen, der sich mit nichts vergleichen lässt, was uns das präkolumbianische Amerika hinterlassen hat“ (Traurige Tropen, S. 175). Levi-Strauss hat der Kunst der Kadiweu eine umfangreiche Analyse gewidmet. Sie sei „von einem Dualismus gekennzeichnet: den zwischen Männern und Frauen, wobei die einen Bildhauer, die anderen Malerinnen sind; die ersten pflegen einen trotz aller Stilisierungen darstellenden und naturalistischen Stil, während sich die zweiten einer abstrakten Kunst widmen.“ (ebd., S. 181). Der Ethnologe analysiert in der Folge die dualistischen Prinzipien im Aufbau der abstrakten Formen, die dann im Kontrast zur Dynamik der Produktion stehen, die die „Dualität auf allen Ebenen [überschneidet]“ (ebd., S. 183). Dadurch werden sehr komplexe Muster von Symmetrie im Kleinen und Asymmetrien in der Gesamtkomposition erzeugt. Lévi-Strauss versucht sich auch an einer Deutung dieses komplexen Stils als Folge der sozialen Struktur: Er glaubt, dass man „die graphische Kunst der Caduveo-Frauen, ihre geheimnisvolle Verführungskraft und ihre auf den ersten Blick grundlose Kompliziertheit als die Phantasie einer Gesellschaft deuten und erklären [muss], die mit ungestillter Leidenschaft nach Mitteln sucht, die Institutionen symbolisch darzustellen, die sie hätte haben können, wenn ihre Interessen und ihr Aberglaube sie nicht daran gehindert hätten. […] Hieroglyphen, die ein unerreichbares goldenes Zeitalter beschreiben, das sie, in Ermangelung eines Codes, in ihrem Schmuck preisen und dessen Geheimnisse sie zur gleichen Zeit enthüllen wie ihre Nacktheit“ (ebd., S. 188 f.).